# Trận Bordeaux (Giải vô địch bóng đá thế giới 1938)
Trận Bordeaux là một tên gọi cho trận đấu bóng đá giữa hai đội tuyển Brasil và Tiệp Khắc trong Giải vô địch bóng đá thế giới 1938 vào ngày 12 tháng 6 năm 1938 trên Parc Lescure ở Bordeaux, Pháp. Đây là một trận đấu trong vòng tứ kết của giải đấu. Trận đấu đã nhiều tình huống phạm lỗi của hai bên, do sự hối lộ của trọng tài người Hungary Pál von Hertzka. Trận đấu kết thúc với tỉ số hòa 1-1 sau hiệp phụ, và 2 ngày sau đá lại. Brasil thắng 2-1 Tiệp Khắc trong trận đấu đá lại.

## Kết quả
| Brasil       | 1–1 (s.h.p.) | Tiệp Khắc           |
| ------------ | ------------ | ------------------- |
| Leônidas 30' | Chi tiết     | Nejedlý 65' (ph.đ.) |

| GK               |  | Walter           |     |
| DF               |  | Domingos da Guia |     |
| DF               |  | Machado          | 45' |
| MF               |  | Afonsinho        |     |
| MF               |  | Martim (c)       |     |
| MF               |  | Zezé Procópio    | 10' |
| FW               |  | Hércules         |     |
| FW               |  | Leônidas         |     |
| FW               |  | Lopes            |     |
| FW               |  | Perácio          |     |
| FW               |  | Romeu            |     |
| Huấn luyện viên: |  |                  |     |
| Adhemar Pimenta  |  |                  |     |

| GK               |  | František Plánička (c) |     |
| DF               |  | Ferdinand Daučík       |     |
| DF               |  | Jaroslav Burgr         |     |
| MF               |  | Jaroslav Bouček        |     |
| MF               |  | Josef Košťálek         |     |
| MF               |  | Vlastimil Kopecký      |     |
| FW               |  | Antonín Puč            |     |
| FW               |  | Jan Říha               | 45' |
| FW               |  | Josef Ludl             |     |
| FW               |  | Ladislav Šimůnek       |     |
| FW               |  | Oldřich Nejedlý        |     |
| Huấn luyện viên: |  |                        |     |
| Josef Meissner   |  |                        |     |

| Trợ lý trọng tài: Giuseppe Scarpi Charles de la Salle |